# Rtiščevo
Rtiščevo (rusky Ртищево) je město v Saratovské oblasti Ruské federace. Při sčítání lidu v roce 2010 mělo přes jednačtyřicet tisíc obyvatel.

## Poloha
Rtiščevo leží na severozápadě Saratovské oblasti, od Saratova, správního střediska celé oblasti, je vzdáleno přibližně 200 kilometrů na západ.

### Doprava
V Rtiščevu se kříží železniční trať z Tambova do Saratova s železniční tratí z Penzy do Povorina.

## Dějiny
První zmínky o Rtiščevu jsou z přelomu šestnáctého a sedmnáctého století.